# Spirytualizm (religia)
Spirytualizm – nazwa ruchu religijnego z lat 40. XIX w., głoszącego, że możliwy jest kontakt z duchami zmarłych za pośrednictwem medium. Duchy, jako istniejące na „wyższym poziomie świadomości” mogą być przewodnikami i doradcami żyjących. W odróżnieniu od późniejszego spirytyzmu (dominującego w krajach romańskich), spirytualizm dominuje w krajach anglojęzycznych.

## Spirytualizm religijny

### Historia
Do powstania spirytualizmu przyczyniły się istniejące w Stanach Zjednoczonych w pierwszej połowie XIX wieku nowe ruchy religijne: Mormoni, którzy głosili bezpośredni kontakt żyjących ze światem duchowym. Emanuel Swedenborg i Franz Mesmer stworzyli podstawy „naukowego” analizowania świata duchów przez kontakt z nimi w stanie transu lub hipnozy, koncepcję doskonalenia się duchów i ich pomocy dla żyjących. Andrew Jackson Davis, hipnotyzer, jasnowidz i uzdrowiciel stworzył system zwany „Harmonijną Filozofią”, który zawierał podstawowe tezy spirytualizmu.
Od początku w spirytualizmie ważną rolę odgrywały kobiety oraz kwakrzy, dlatego w jego doktrynie pojawiły się żądania radykalnych reform społecznych, np. abolicji i równouprawnienia.
Początek spirytualizmu to 31 marca 1848, kiedy siostry Fox po raz pierwszy zaczęły porozumiewać się z domniemanym duchem zamordowanego domokrążcy. Ruch spirytualistyczny rozpowszechnił się głównie w Stanach Zjednoczonych oraz w Wielkiej Brytanii, gdzie popularne były publiczne seanse kontaktów z duchami. Wkrótce okazało się, że większość z nich polega na oszustwie. Nie zahamowało to jednak rozwoju spirytualizmu, który wg wskazówek duchów opracował własną koncepcję życia po śmierci. Do wyznawców spirytualizmu należeli również naukowcy, agnostycy i ateiści, m.in. Robert Owen, William Crookes, Alfred Russel Wallace, Cesare Lombroso, Oliver Lodge i Arthur Conan Doyle. Do spirytualistów należał także Allan Kardec, twórca spirytyzmu. W 1853 w Wielkiej Brytanii powstał Kościół Spirytualistyczny. W Polsce w okresie rządów sprawowanych przez tzw. władzę ludową wszelki spirytualizm był negowany jako szkodliwy dla mas pracujących.

### Doktryna
- Duchy zmarłych są pośrednikami między Bogiem a żyjącymi ludźmi.
- Duch człowieka doskonali się nie tylko za życia, lecz także po śmierci.
- Zmarli służą żyjącym cennymi radami i pomocą, przekazują im „prawdziwą naukę” o świecie materialnym i duchowym.
- Po śmierci duch udaje się do jednej z 7 sfer, w zależności od życia jakie prowadził.
- Spirytualizm nie narzuca dogmatów wiary: tolerowane są np. elementy szamanizmu indiańskiego, buddyzmu i hinduizmu. Nawet wiara w Boga nie jest wymagana.
- Podkreśla konieczność zachowania ostrożności wobec przesłania od duchów, ponieważ wiele z tzw. „duchów niższych” celowo wprowadza w błąd. Z tego powodu spirytualiści zachowują wierność podstawowym wartościom i tradycjom chrześcijańskim.
- Odrzucana jest jednak wiara w ostateczne piekło i niebo; Biblia nie jest uznana za autorytet.